# عظاءة الأعماق
عظاءة الأعماق (الاسم العلمي: Bathysaurus) هي جنس من الأسماك تتبع فصيلة أسماك عظاءات الأعماق من رتبة المزماريات.

## أنواع عظاءة الأعماق
- عظاءة الأعماق المتوحشة
- عظاءة الأعماق الناعمة